# Erik van der Wurff
Erik van der Wurff (De Bilt, 9 juli 1945 – Soest, 22 september 2014) was een Nederlands pianist, componist, arrangeur, producent en dirigent.

## Loopbaan
Van der Wurff studeerde piano, contrabas en dwarsfluit aan het conservatorium in Utrecht, waar hij Herman van Veen leerde kennen. Een halve eeuw was hij zijn vaste begeleider en componeerde hij een aanzienlijk deel van diens repertoire. 
Naast deze samenwerking werkte Van der Wurff ook met John Denver, Toots Thielemans en talloze Nederlandse artiesten, waaronder The Cats, Harry Sacksioni, Loeki Knol, Robert Long, Danny de Munk en Gerard Cox (album: Wat je zingt, dat ben je zelf). Als dirigent en componist werkte hij onder meer met het Residentie Orkest, het Radio Filharmonisch Orkest, het Brussels Philharmonic en de Deutsche Oper am Rhein.  Ook componeerde hij de muziek voor musicals van het Nederlands Kinder Theater en voor de symfonische kerstshow "Santa" (2005) met Edwin Rutten in de hoofdrol.
Van der Wurff was te zien in de Duitse kinderseries De wonderlijke avonturen van Herman Van Veen en Herman en de zes. Hij schreef filmmuziek voor Uit elkaar (1979), Van de koele meren des doods (1982) en Ciske de Rat (1984). Van der Wurff componeerde tevens muziek voor de animatieserie Alfred J. Kwak in samenwerking met Van Veen en Nard Reijnders.
Hij overleed in 2014 op 69-jarige leeftijd aan de gevolgen van kanker.

## Onderscheidingen
Hij viel diverse malen in de prijzen, waaronder een Edison, de Louis Davidsprijs, de Gouden Notekraker en de Gouden Harp. Op 29 april 2009 werd Van der Wurff geridderd in de Orde van de Nederlandse Leeuw.

## Discografie

### Albums
- Heimwee naar de herfst (1976, Harlekijn)
- Maandagmorgen (1979, Harlekijn)
- Uit elkaar (soundtrack) (1979, Harlekijn)
- Van de koele meren des doods (soundtrack) (1982, Harlekijn)
- Ciske de Rat (soundtrack) (1984, RCA)
- Erik van der Wurff (1989, Harlekijn)
- Wat je zingt, dat ben je zelf met Gerard Cox (2001, Nikkelen Nelis)
- Speelt piano (2001, Harlekijn)
- Sadhana (2003, Harlekijn)

## Filmografie

### Films
- Uit elkaar (1979)
- Van de koele meren des doods (1982)
- Ciske de Rat (1984)

### Televisieseries
- De wonderlijke avonturen van Herman van Veen met Herman van Veen (1977)
- Herman en de zes met Harry Sacksioni (1980)
- Alfred J. Kwak met Herman van Veen (1989-1991)
- Coverstory met Joop Stokkermans (1993-1995)
- De Legende van de Bokkerijders (1994)